# Samantha Reid (vận động viên bơi nghệ thuật)
Samantha Reid (sinh ngày 28 tháng 10 năm 1988) là vận động viên bơi nghệ thuật người Úc. Cô tham gia Thế vận hội Mùa hè 2008 và Thế vận hội Mùa hè 2012.

## Tiểu sử
Reid sinh ngày 28 tháng 10 năm 1988 tại Sunnybank, Queensland. Cô theo học trường công lập Kimberley Park và sau đó học tại Cao đẳng Rivermount. Tại ngôi trường này, cô chơi khúc côn cầu và bóng chuyền. Năm 2012, cô sống ở Brisbane.
Reid cao 160 xentimét (5 ft 3 in) và nặng 50 kilôgam (110 lb).

## Bơi nghệ thuật
Reid là vận động viên bơi nghệ thuật. Cô bắt đầu tham gia môn thể thao này từ lúc 8 tuổi, cùng với em gái mình. Cô được Anna Nepotcheva huấn luyện từ năm 2005 và Marina Kholod từ năm 2006. Năm 2008, cô là thành viên của Câu lạc bộ bơi nghệ thuật Aqualina, và là vận động viên của Gold Coast Mermaids năm 2012.
Reid thi đấu tại Giải vô địch Synchro thế giới năm 2002 tại Montreal. Cô đại diện cho quốc gia mình thi đấu tại Giải vô địch bơi nghệ thuật châu Đại Dương năm 2003. Tại Giải vô địch Châu Đại Dương năm 2006, cô giành giải nhất. Năm 2007, cô thi đấu tại giải vô địch thế giới FINA với nội dung đồng đội 10 người. Đây là đội bơi đầu tiên của Australia lọt vào vòng chung kết cho nội dung bơi nghệ thuật tự do phối hợp.
Reid thi đấu tại Thế vận hội mùa hè 2008. Đội thi đứng thứ bảy, đạt 40,417 điểm nội dung kỹ thuật, 41,750 điểm nội dung tự do, 41,333 điểm thành tích kỹ thuật và 42,167 điểm ấn tượng nghệ thuật.
Vào tháng 1 năm 2009, Reid tham gia vòng loại đội tuyển quốc gia để tham dự Đại hội Thể thao Khối Thịnh vượng chung 2010. Cô về thứ 4 trong nội dung đồng đội và thứ 12 trong nội dung 2 người tại giải Swiss Open 2010 ở Arbon, Thụy Sĩ. Cô về thứ 6 ở nội dung đồng đội trong khuôn khổ giải Pháp mở rộng 2011 tại Paris. Cô về thứ 9 ở nội dung đồng đội tại Giải Đức mở rộng năm 2011 tổ chức ở Bon, Đức. Cô về thứ 17 ở nội dung đồng đội trong Giải vô địch thế giới FINA 2011 tổ chức tại Thượng Hải, Trung Quốc. Cô về thứ 18 ở nội dung đồng đội trong Giải vô địch thế giới FINA 2011 tại Thượng Hải, Trung Quốc.
Reid đại diện cho Australia tham gia tại Thế vận hội Mùa hè 2012 trong bộ môn bơi nghệ thuật. Giải vô địch thế giới FINA được tổ chức tại Thượng Hải, Trung Quốc là nội dung vòng loại Thế vận hội 2012. Trong nội dung đồng đội kỹ thuật, đội của cô về thứ 18 và trong nội dung đồng đội tự do, đội của cô về thứ 17, như vậy là có một suất tham gia Thế vận hội mùa hè 2012.